# Miasta Wysp Dziewiczych Stanów Zjednoczonych
Według danych oficjalnych pochodzących z 2000 roku Wyspy Dziewicze Stanów Zjednoczonych (nieinkorporowane terytorium Stanów Zjednoczonych) posiadały 9 miast o ludności przekraczającej 700 mieszkańców. Stolica kraju Charlotte Amalie jako jedyne miasto liczyło ponad 10 tys. mieszkańców; 7 miast z ludnością 1÷10 tys. oraz reszta miast poniżej 1 tys. mieszkańców.

## Największe miasta na Wyspach Dziewiczych Stanów Zjednoczonych
Największe miasta na Wyspach Dziewiczych Stanów Zjednoczonych według liczebności mieszkańców (stan na 1 kwietnia 2000):
| L.p. | Miasto                | Terytorium   | Liczba ludności |
| ---- | --------------------- | ------------ | --------------- |
| 1.   | Charlotte Amalie      | Saint Thomas | 11 004          |
| 2.   | Anna’s Retreat        | Saint Thomas | 8 197           |
| 3.   | Charlotte Amalie West | Saint Thomas | 5 146           |

## Alfabetyczna lista miast na Wyspach Dziewiczych Stanów Zjednoczonych
Spis miast Wysp Dziewiczych Stanów Zjednoczonych powyżej 700 mieszkańców według danych szacunkowych z 2000 roku:
- Anna’s Retreat (Tutu)
- Charlotte Amalie
- Charlotte Amalie East
- Charlotte Amalie West
- Christiansted
- Cruz Bay
- Frederiksted
- Frederiksted Southeast
- Grove Place